# Юрченко, Владимир Викторович
Владимир Викторович Юрченко (20 июля 1930, Запорожская область — неизвестно) — старший плавильщик Запорожского ферросплавного завода, Герой Социалистического Труда.

## Биография
Родился 20 июля 1930 года в селе Роздол Вольнянского района Запорожской области в крестьянской семье. Украинец. Член КПСС с 1959 года.
В 1947 году поступил в ремесленное училище № 9 города Запорожье. После его окончания с июля 1949 года и до ухода на пенсию работал плавильщиком цеха № 1 Запорожского ферросплавного завода. За выдающиеся успехи в труде и достижение высоких показателей в 1966 году В. М. Юрченко присвоено звание «Почётный металлург СССР».
Указом Президиума Верховного Совета СССР от 30 марта 1971 года за выдающиеся успехи, достигнутые при выполнении заданий пятилетнего плана по развитию чёрной металлургии Юрченко Владимиру Викторовичу присвоено звание Героя Социалистического Труда с вручением ордена Ленина и золотой медали «Серп и Молот».
С 1980 года на пенсии. Награждён орденом Ленина, медалями. Умер. Похоронен в Запорожье.